# Pseudobothrideres mastersi
Pseudobothrideres mastersi is een keversoort uit de familie knotshoutkevers (Bothrideridae). De wetenschappelijke naam van de soort werd in 1871 gepubliceerd door Macleay.